# Éliminatoires de la Coupe du monde de football 2018 : zone Afrique, groupe B
Navigation
Groupe A Groupe C
Le groupe B de la zone Afrique des éliminatoires de la Coupe du monde de football 2018 est composé de 4 équipes nationales africaines : celles d'Algérie, du Cameroun, du Nigeria, championne d'Afrique 2013, et de la Zambie, championne d'Afrique 2012.
À l'exception des Chipolopolos, toutes ont participé à la coupe du monde de football de 2014. Les Fennecs et les Super Eagles ont même disputé les huitièmes de finale, les Lions indomptables s'arrêtant, quant à eux, en phase de groupes.
Il est considéré comme le groupe de la mort de ces éliminatoires africaines,.
Seul le 1er est qualifié pour la coupe du monde 2018. En cas d'égalité de points, à l'issue des matchs de groupe, celui-ci est désigné suivant les critères de la FIFA.

## Classement
| Rang | Équipe   | Pts | J | G | N | P | Bp | Bc | Diff |  | Résultats (▼ dom., ► ext.) |     |     |     |     |
| ---- | -------- | --- | - | - | - | - | -- | -- | ---- |  | -------------------------- | --- | --- | --- | --- |
| 1    | Nigeria  | 13  | 6 | 4 | 1 | 1 | 11 | 6  | +5   |  | Nigeria                    |     | 1-0 | 4-0 | 3-1 |
| 2    | Zambie   | 8   | 6 | 2 | 2 | 2 | 8  | 7  | +1   |  | Zambie                     | 1-2 |     | 2-2 | 3-1 |
| 3    | Cameroun | 7   | 6 | 1 | 4 | 1 | 7  | 9  | -2   |  | Cameroun                   | 1-1 | 1-1 |     | 2-0 |
| 4    | Algérie  | 4   | 6 | 1 | 1 | 4 | 6  | 10 | -4   |  | Algérie                    | 3-0 | 0-1 | 1-1 |     |

- Le Cameroun est éliminé à la suite de son match nul (1-1) face au Nigeria, le 4 septembre 2017.
- La Algérie est éliminée à la suite de sa défaite (0-1) en Zambie, le 5 septembre 2017.
- La Zambie est éliminée à la suite de sa défaite (1-0) au Nigeria, son adversaire s'assure de terminer premier du groupe et se qualifie pour la Coupe du monde de football de 2018, le 7 octobre 2017.

## Résultats et calendrier
Le calendrier du groupe B a été publié par la FIFA le 24 juin 2016, suivant le tirage au sort au Caire en Égypte. Horaires en UTC+1.
| 1re journée          | Zambie                       | 1 – 2   | Nigeria                   | Levy Mwanawasa Stadium, Ndola |                          |
| 9 octobre 2016 13:30 | Mbesuma 71e                  | (0 – 2) | 32e Iwobi · 42e Iheanacho | Arbitrage : Gehad GRISHA      | Arbitrage : Gehad GRISHA |
| 9 octobre 2016 13:30 | Rapport (FIFA) Rapport (CAF) |         |                           | Arbitrage : Gehad GRISHA      | Arbitrage : Gehad GRISHA |

| 9 octobre 2016 | Algérie                      | 1 – 1   | Cameroun      | Stade Mustapha-Tchaker, Blida |                            |
| 20:30          | Soudani 7e                   | (1 – 1) | 24e Moukandjo | Arbitrage : Daniel BENNETT    | Arbitrage : Daniel BENNETT |
| 20:30          | Rapport (FIFA) Rapport (CAF) |         |               | Arbitrage : Daniel BENNETT    | Arbitrage : Daniel BENNETT |

| 2e journée             | Cameroun                     | 1 – 1   | Zambie      | Stade de Limbé, Limbé       |                             |
| 12 novembre 2016 16:00 | Aboubakar 45+5e (pen.)       | (1 – 1) | 34e Mbesuma | Arbitrage : Malang DIEDHIOU | Arbitrage : Malang DIEDHIOU |
| 12 novembre 2016 16:00 | Rapport (FIFA) Rapport (CAF) |         |             | Arbitrage : Malang DIEDHIOU | Arbitrage : Malang DIEDHIOU |

| 12 novembre 2016 | Nigeria                         | 3 – 1   | Algérie      | Godswill Akpabio International Stadium, Uyo |                            |
| 17:00            | Moses 25e 90+2e · Obi Mikel 42e | (2 – 0) | 67e Bentaleb | Arbitrage : Bakary GASSAMA                  | Arbitrage : Bakary GASSAMA |
| 17:00            | Rapport (FIFA) Rapport (CAF)    |         |              | Arbitrage : Bakary GASSAMA                  | Arbitrage : Bakary GASSAMA |

| 3e journée               | Nigeria                                                | 4 – 0   | Cameroun | Godswill Akpabio International Stadium, Uyo |                          |
| 1er septembre 2017 17:00 | Ighalo 29e · Obi Mikel 42e · Moses 55e · Iheanacho 76e | (2 – 0) |          | Arbitrage : Gehad Grisha                    | Arbitrage : Gehad Grisha |
| 1er septembre 2017 17:00 | Rapport (FIFA) Rapport (CAF)                           |         |          | Arbitrage : Gehad Grisha                    | Arbitrage : Gehad Grisha |

| 2 septembre 2017 | Zambie                       | 3 - 1   | Algérie     | National Heroes Stadium, Lusaka        |                                        |
| 15:00            | Mwila 6e 32e · Mwepu 88e     | (1 - 0) | 53e Brahimi | Arbitrage : Helder Martins de Carvalho | Arbitrage : Helder Martins de Carvalho |
| 15:00            | Rapport (FIFA) Rapport (CAF) |         |             | Arbitrage : Helder Martins de Carvalho | Arbitrage : Helder Martins de Carvalho |

| 4e journée             | Algérie                      | 0 – 1   | Zambie   | Stade Chahid-Hamlaoui, Constantine |                             |
| 5 septembre 2017 20:30 |                              | (0 – 0) | 67e Daka | Arbitrage : Mahamadou Keita        | Arbitrage : Mahamadou Keita |
| 5 septembre 2017 20:30 | Rapport (FIFA) Rapport (CAF) |         |          | Arbitrage : Mahamadou Keita        | Arbitrage : Mahamadou Keita |

| 4 septembre 2017 | Cameroun                     | 1 - 1   | Nigeria   | Stade Ahmadou-Ahidjo, Yaoundé |                            |
| 18:00            | Aboubakar 75e (pen.)         | (0 – 1) | 30e Simon | Arbitrage : Bakary Gassama    | Arbitrage : Bakary Gassama |
| 18:00            | Rapport (FIFA) Rapport (CAF) |         |           | Arbitrage : Bakary Gassama    | Arbitrage : Bakary Gassama |

| 5e journée           | Cameroun                     | 2 – 0   | Algérie | Stade Ahmadou-Ahidjo, Yaoundé |                              |
| 7 octobre 2017 17:00 | Njie 25e · Tchidjui 88e      | (1 – 0) |         | Arbitrage : Youssef Essrayri  | Arbitrage : Youssef Essrayri |
| 7 octobre 2017 17:00 | Rapport (FIFA) Rapport (CAF) |         |         | Arbitrage : Youssef Essrayri  | Arbitrage : Youssef Essrayri |

| 7 octobre 2017 | Nigeria                      | 1 – 0   | Zambie | Godswill Akpabio International Stadium, Uyo |                          |
| 17:00          | Iwobi 73e                    | (0 – 0) |        | Arbitrage : Joshua Bondo                    | Arbitrage : Joshua Bondo |
| 17:00          | Rapport (FIFA) Rapport (CAF) |         |        | Arbitrage : Joshua Bondo                    | Arbitrage : Joshua Bondo |

| 6e journée             | Algérie                      | 3 - 0* (init. 1 - 1) | Nigeria | Stade Chahid-Hamlaoui, Constantine |                                |
| 10 novembre 2017 20:30 | Brahimi 88e (pen.)           | (0 - 0)              | 62e Ogu | Arbitrage : Eric Otogo-Castane     | Arbitrage : Eric Otogo-Castane |
| 10 novembre 2017 20:30 | Rapport (FIFA) Rapport (CAF) |                      |         | Arbitrage : Eric Otogo-Castane     | Arbitrage : Eric Otogo-Castane |

* : Match gagné sur tapis vert.
| 11 novembre 2017 | Zambie                       | 2 – 2   | Cameroun                          | Stade Levy Mwanawasa, Ndola |                            |
| 14:00            | Daka 26e · Mwila 64e         | (1 - 1) | 31e Zambo Anguissa · 90+1e Banana | Arbitrage : Rédouane Jiyed  | Arbitrage : Rédouane Jiyed |
| 14:00            | Rapport (FIFA) Rapport (CAF) |         |                                   | Arbitrage : Rédouane Jiyed  | Arbitrage : Rédouane Jiyed |

## Buteurs
Tableau mis à jour après les résultats de la 5e journée
| Position | Joueur                 | Pays     | Buts |
| -------- | ---------------------- | -------- | ---- |
| 1        | Victor Moses           | Nigeria  | 3    |
| 2        | Vincent Aboubakar      | Cameroun | 2    |
| -        | Kelechi Iheanacho      | Nigeria  | 2    |
| -        | Alex Iwobi             | Nigeria  | 2    |
| -        | John Obi Mikel         | Nigeria  | 2    |
| -        | Collins Mbesuma        | Zambie   | 2    |
| -        | Brian Mwila            | Zambie   | 2    |
| 8        | Nabil Bentaleb         | Algérie  | 1    |
| -        | Yacine Brahimi         | Algérie  | 1    |
| -        | El Arabi Hilal Soudani | Algérie  | 1    |
| -        | Benjamin Moukandjo     | Cameroun | 1    |
| -        | Clinton Njie           | Cameroun | 1    |
| -        | Franck Pangop Tchidjui | Cameroun | 1    |
| -        | Odion Ighalo           | Nigeria  | 1    |
| -        | Moses Simon            | Nigeria  | 1    |
| -        | Patson Daka            | Zambie   | 1    |
| -        | Enock Mwepu            | Zambie   | 1    |